# Yfke Sturm

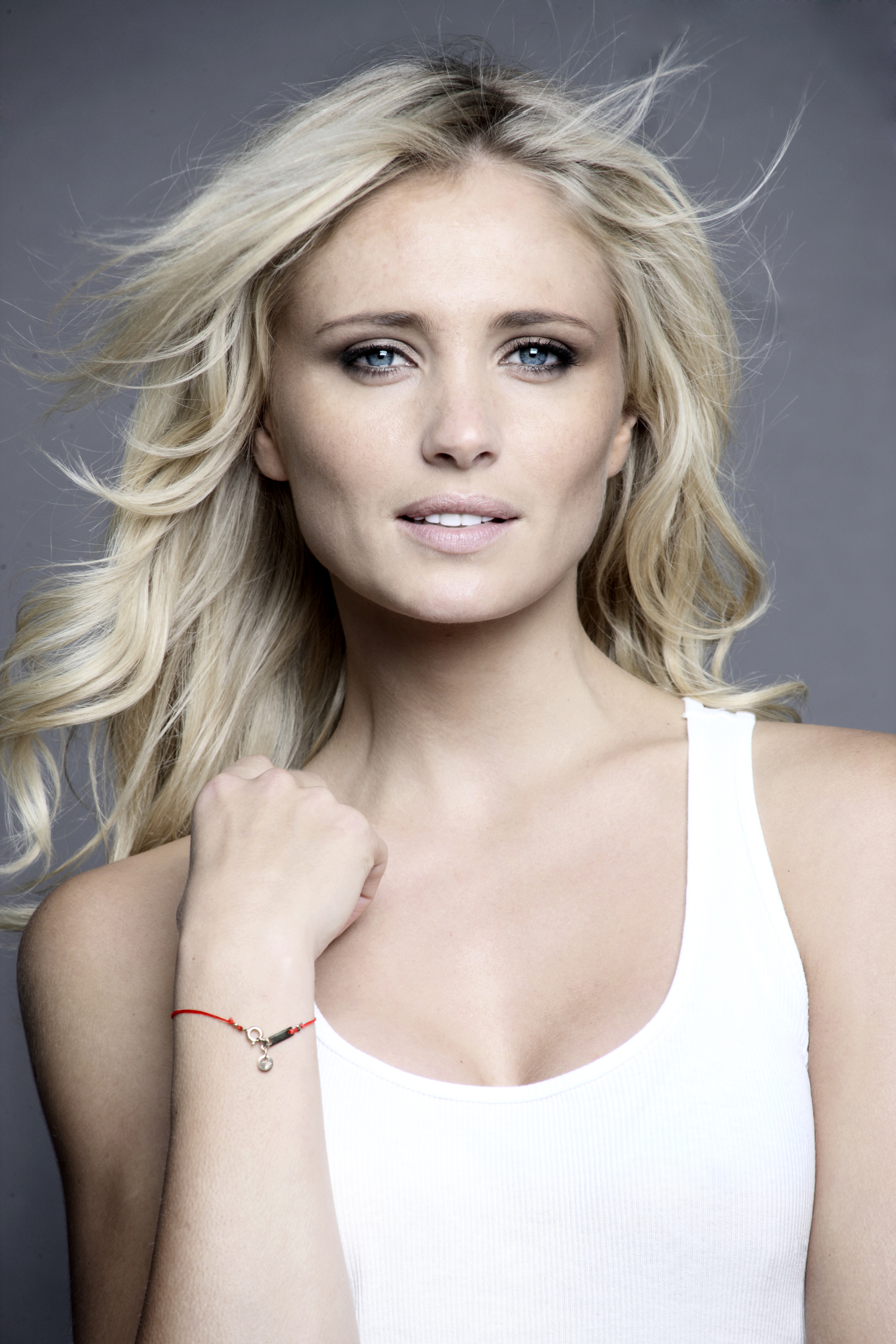
Yfke Sturm

Yfke Sturm (* 19. November 1981 in Almere) ist ein niederländisches Supermodel.

## Jugend
Sturm ist die Tochter eines Umweltinspektors und einer Journalistin. Sie wuchs mit zwei Brüdern auf, machte viel Sport und plante eine Zukunft als Sportmedizinerin. Das änderte sich jedoch, als sie im Jahr 1997 ein Mitarbeiter der niederländischen Agentur Elite Model Management fragte, ob sie sich für den internationalen Modelwettbewerb Elite Model Look bewerben wolle.

## Karriere

### Entdeckung
Sturm gewann den niederländischen Modelwettbewerb und anschließend im Alter von 15 Jahren die internationale Elite Model Look in Nizza, Frankreich. Nicht viel später unterschrieb sie einen Exklusivvertrag mit Ralph Lauren und Calvin Klein Cosmetics. Sturm ging zu der Zeit immer noch zur Schule und reiste für Aufträge nach New York, Paris und Amsterdam.

### Auftraggeber
Einige Magazine, für die Sturm arbeitete, sind Vogue, Harper’s Bazaar, Elle, Marie Claire, Cosmopolitan und L’Officiel. Sie hatte Anzeigenkampagnen für Marken wie Ralph Lauren, Calvin Klein, Emporio Armani, Giorgio Armani, Gianfranco Ferrè, Versace, DKNY, Escada, H&M, und Carolina Herrera. Ihre neuesten Aufträge waren für Marken wie Pantene, Garnier, Biotherm, die J-Lo-Kampagne und Victoria’s Secret.

### Holland’s Next Topmodel
Sturm hat bisher zweimal Holland’s Next Topmodel, das Pendant zu Heidi Klums Germany’s Next Topmodel, moderiert. Die Gewinnerin der ersten Staffel, Sanne Nijhof, gewann anschließend den internationalen Modelwettbewerb Supermodel of the World der Agentur Ford. Die Gewinnerin der zweiten Staffel, Kim Feenstra, geriet in die Schlagzeilen, weil sie als Minderjährige Nacktbilder gemacht hatte, wegen Diebstahls vorbestraft ist und ein Jahr lang als Escort tätig war. Die nächsten beiden Staffeln wurden jedoch von Daphne Deckers, einer niederländischen Moderatorin, Schriftstellerin, ehemaligem Model und Ehefrau des Tennisspielers Richard Krajicek, präsentiert, da sich Sturm auf ihre internationale Modelkarriere konzentrieren möchte, so die offizielle Begründung des TV-Senders RTL 5.
2008 war Sturm in der siebten Folge von Germany’s Next Topmodel zu Gast.

## Privatleben
Sturm war seit 2002 mit Imad Izemrane, einem Niederländer marokkanischer Herkunft, liiert, den sie am 7. Juli 2007 heiratete. 2010 ließ sie sich scheiden. Sie lebt seit sechs Jahren in New York.
Sie ist Mutter eines 2015 geborenen Sohnes.